# Оріхівці
Оріхівці (пол. Orzechowce) — село в Польщі, у гміні Журавиця Перемишльського повіту Підкарпатського воєводства.  Розташоване за 10 км на північ від Перемишля і за 6 км на північ від Журавиці.
Населення — 1034 особи (2011).

## Історія
Перша згадка про Гнатковичі є у грамоті Оти Пілецького від 1353 р.  До 1356 року село належало руським боярам Потрутовичам, а згодом польському роду чеського походження Окшичам, котрі від назви Оріхівці, стали називатись Оріховськими. Найвідомішим представником роду був Станіслав Оріховський-Русин.
Відповідно до «Географічного словника Королівства Польського» в 1880 р. Оріхівці знаходились у Перемишльському повіті Королівства Галичини і Володимирії, у селі налічувалось 362 мешканці та ще 31 на землях фільварку (більшість — греко-католики, 152 римо-католики). У селі була церква св. Дмитра.
У 1975-1998 роках село належало до Перемишльського воєводства.

## Демографія
Демографічна структура станом на 31 березня 2011 року:
|          | Загалом | Допрацездатний вік | Працездатний вік | Постпрацездатний вік |
| -------- | ------- | ------------------ | ---------------- | -------------------- |
| Чоловіки | 513     | 102                | 360              | 51                   |
| Жінки    | 521     | 115                | 298              | 108                  |
| Разом    | 1034    | 217                | 658              | 159                  |

## Відомі люди
- Кураш Орест Іванович — український хормейстер, громадський діяч, заслужений діяч мистецтв України.
- Оріховський Станіслав — письменник, оратор, публіцист, філософ, історик, полеміст, гуманіст.